# Леандро Кастан
Леандро Кастан (порт. Leandro Castán, нар. 5 листопада 1986, Жау) — бразильський футболіст, захисник клубу «Рома».
Виступав, зокрема, за «Корінтіанс» та «Рому», а також національну збірну Бразилії. Чемпіон Бразилії, володар Кубка Лібертадорес.

## Клубна кар'єра
Народився 5 листопада 1986 року в місті Жау. Розпочинав кар'єру футболіста в команді рідного міста «XV листопада», але ще в юнацькому віці його помітили скаути «Атлетіко Мінейру», де Леандро продовжив навчання. У 2005 році дебютував в Серії А в складі команди. Але той сезон був вкрай невдалим для клубу з Белу-Орізонті, який вилетів у Серію B. Леандро Кастан допоміг своїй команді в наступному році повернутися в еліту, а в 2007 році відправився в шведський «Гельсінгборг».
У Швеції Леандро Кастан провів лише один сезон, встигнувши відзначитися в єврокубках голом у ворота нідерландського ПСВ. У 2008 році перейшов в «Греміо Баруері», а в 2010 року — в «Корінтіанс». У 2011 році «Корінтіанс» став чемпіоном Бразилії, у 2012 році вперше у своїй історії дійшов до фіналу і виграв Кубок Лібертадорес. Леандро Кастан потрапив в символічну збірну турніру.
2 липня 2012 року було оголошено про перехід Леандро Кастана в італійську «Рому» за 5,5 млн євро. У новому клубі гравець отримав місце в стартовому складі завдяки ряду успішних виступів. Свій перший гол за «Рому» забив 8 грудня 2012 року в матчі проти «Фіорентини», який закінчився перемогою римського клубу з рахунком 4:2.
У сезоні 2014/15 втратив місце в основному складі «Роми», оскільки було з'ясовано, що у нього є мозкова кавернома. У грудні 2014 року він пройшов операцію, але через відновлення він пропустив більшу частину сезону 2014/15 років. Він повернувся до гри на сезон 2015/16, але повернути собі місце в основі не зумів. 10 липня 2016 року «Сампдорія» оголосила про оренду Кастана, проте вже 18 серпня того ж року, так і не зігравши за «Сампдорію» в чемпіонаті, приєднався до «Торіно». Влітку 2017 року повернувся в «Рому».

## Виступи за збірну
16 жовтня 2012 року дебютував в офіційних матчах у складі національної збірної Бразилії в грі проти збірної Японії (4:0). Наступного місяця зіграв свій другий і останній матч за збірну проти Колумбії (1:1).
| Дата       | Місто         | Господарі | Результат | Гості    | Турнір           | Голи | Примітки |
| ---------- | ------------- | --------- | --------- | -------- | ---------------- | ---- | -------- |
| 16-10-2012 | Вроцлав       | Японія    | 0 – 4     | Бразилія | товариський матч | -    |          |
| 14-11-2012 | Іст-Ратерфорд | Бразилія  | 1 – 1     | Колумбія | товариський матч | -    | 72' 79'  |
| Усього     |               | Матчів    | 2         |          | Голів            | 0    |          |

## Титули і досягнення
- Чемпіон Бразилії (1):

«Корінтіанс»: 2011
- Володар Кубка Лібертадорес (1):

«Корінтіанс»: 2012

## Особисте життя
Молодший брат Леандро, Лусіано Кастан (нар. 1989), також є професійним футболістом.